# Noordelijk Thai
Noordelijk Thai is de taal van de bevolking van Lanna in Thailand. Het is een Tai-taal, verwant aan het Thai en het Laotiaans gesproken in Laos. Noordelijk Thai heeft ongeveer zes miljoen sprekers waarvan de meeste in Thailand wonen en een paar duizend in Laos.
Sprekers van deze taal vinden de naam Yuan niet wenselijk. Zij noemen zichzelf meestal Khon Mueang (of Lannathai, of Noordelijke Thai, of Westelijke Lao over de grens). De taal is over het algemeen bekend onder een van deze namen of als Phayap. De term Yuan wordt nog steeds gebruikt voor het kenmerkende Lannathai-schrift, dat nauw verwant is aan het oude Thai Lue-alfabet en de religieuze Laotiaanse alfabetten. Het lijkt ook enigszins op de religieuze alfabetten van het Birmees en het Mon (al deze alfabetten zijn afgeleid van het Oud Mon-alfabet). Het gebruik van het tua mueang, zoals het traditionele alfabet bekendstaat, is tegenwoordig vooral beperkt tot gebruik in Boeddhistische tempels waar vele oude religieuze manuscripten nog steeds gebruikt worden. Er is geen actieve productie van literatuur in het traditionele alfabet.
De meeste linguïsten menen dat Noordelijk Thai meer verwant is met Thai en andere Chiang Saeng-talen dan met Laotiaans en de Lao-Phutai-talen. Een onderscheid is echter moeilijk te maken omdat de talen een samenhangend geheel vormen met weinig scherpe grenzen.